# ヤリーロ
ヤリーロ（英:Jarilo/Yarilo、ロシア語:Ярило）とは、スラヴ神話に登場する神の1柱。ヤリーラ (Yarila)、イアリロ (Iarilo)、ゲロヴィト (Gerovit) などとも呼ばれる。植物、肥沃、春を司る神であり、戦争や収穫の神ともされる。男性神。

## 概要
ヤリーロは「愛欲」を象徴する神である。その名前の起源はギリシア神話の神「エロース」にあると推定されているが、「荒れ狂う」「熱情的」という意味の単語「ヤールィ」に由来しているとの説もある。西スラヴ（バルト海沿岸地方）で崇拝されていた神ヤロヴィトと同一起源だと考えられている。
白ロシアに19世紀中頃に残っていた民間伝説によると、ヤリーロは若者の姿の神であり、白馬に跨り、白い外套（マント）を纏って、左手に麦の穂を、右手に人間の頭を持って現れるという。4月27日はヤリーロの儀礼が行われる日であった。ヤリーロはセルビアでも、春と豊穣の神として知られていた。
異教が信仰されていた時代から崇拝されていて、異教が衰微した後もその崇拝は止むことがなく、ギリシャ正教によって弾圧が行われた事もあった。
ヤリーロの祭礼は、春の最初の種蒔きの時期に開催される。村の若い娘達を集め、その中で最も美しい娘に花冠をかぶせ、白馬に乗せ、ヤリーロさながらの格好をさせ、その周囲で他の娘達が踊って輪を形成する。彼女達も同様に花冠を頭に飾っている。踊りの輪は「ホロヴォージェ」と呼ばれ、ギリシャ語で歌舞を意味する「コロス」という単語に由来する。また、東スラヴでは夏にヤリーロの「葬式」が行われた。